# UEFA Club Football Awards
Ogni anno la UEFA assegna dei riconoscimenti ai calciatori migliori della precedente stagione di UEFA Champions League. I premi vengono consegnati ad agosto in uno stiene contestualmente al sorteggio della fase a gironi della UEFA Champions League. L'Inter e il Real Madrid sono le uniche due squadre ad aver vinto in ogni categoria, rispettivamente nella stagione 2009-2010 e 2017-2018.
Dalla stagione 2010-2011 il premio UEFA Club Footballer of the Year è stato sostituito dal nuovo UEFA Best Player in Europe Award, mentre i premi per ruolo sono tornati ad essere assegnati a partire dalla stagione 2016-2017 (dopo la soppressione dei riconoscimenti dal 2010 al 2016). Nella stagione 2019-2020 sono stati introdotti i premi per ruolo anche per la UEFA Women's Champions League.

## Premi

### Calciatore dell'anno della UEFA Champions League

#### Premio maschile
| Stagione | Naz.               | Giocatore       | Club                |
| -------- | ------------------ | --------------- | ------------------- |
| 2021-22  | Francia (bandiera) | Karim Benzema   | Real Madrid         |
| 2022-23  | Spagna (bandiera)  | Rodri           | Manchester City     |
| 2023-24  | Brasile (bandiera) | Vinícius Júnior | Real Madrid         |
| 2024-25  | Francia (bandiera) | Ousmane Dembélé | Paris Saint-Germain |

#### Premio femminile
| Stagione | Naz.              | Giocatore       | Club       |
| -------- | ----------------- | --------------- | ---------- |
| 2021-22  | Spagna (bandiera) | Alexia Putellas | Barcellona |
| 2022-23  | Spagna (bandiera) | Aitana Bonmatí  | Barcellona |
| 2023-24  | Spagna (bandiera) | Aitana Bonmatí  | Barcellona |

### Portiere della stagione
In grassetto i calciatori che hanno vinto nello stesso anno anche il premio di calciatore dell'anno.

#### Premio maschile
| Stagione  | Naz.                   | Giocatore         | Club           |               |
| --------- | ---------------------- | ----------------- | -------------- | ------------- |
| 1997-98   | Danimarca (bandiera)   | Peter Schmeichel  | Manchester Utd |               |
| 1998-99   | Germania (bandiera)    | Oliver Kahn       | Bayern Monaco  |               |
| 1999-00   | Germania (bandiera)    | Oliver Kahn       | Bayern Monaco  |               |
| 2000-01   | Germania (bandiera)    | Oliver Kahn       | Bayern Monaco  |               |
| 2001-02   | Germania (bandiera)    | Oliver Kahn       | Bayern Monaco  |               |
| 2002-03   | Italia (bandiera)      | Gianluigi Buffon  | Juventus       |               |
| 2003-04   | Portogallo (bandiera)  | Vítor Baía        | Porto          |               |
| 2004-05   | Rep. Ceca (bandiera)   | Petr Čech         | Chelsea        |               |
| 2005-06   | Germania (bandiera)    | Jens Lehmann      | Arsenal        |               |
| 2006-07   | Rep. Ceca (bandiera)   | Petr Čech         | Chelsea        |               |
| 2007-08   | Rep. Ceca (bandiera)   | Petr Čech         | Chelsea        |               |
| 2008-09   | Paesi Bassi (bandiera) | Edwin van der Sar | Manchester Utd |               |
| 2009-10   | Brasile (bandiera)     | Júlio César       | Inter          |               |
| 2010-2016 | Non assegnato          | Non assegnato     | Non assegnato  | Non assegnato |
| 2016-17   | Italia (bandiera)      | Gianluigi Buffon  | Juventus       |               |
| 2017-18   | Costa Rica (bandiera)  | Keylor Navas      | Real Madrid    |               |
| 2018-19   | Brasile (bandiera)     | Alisson Becker    | Liverpool      |               |
| 2019-20   | Germania (bandiera)    | Manuel Neuer      | Bayern Monaco  |               |
| 2020-21   | Senegal (bandiera)     | Edouard Mendy     | Chelsea        |               |

#### Premio femminile
In grassetto le calciatrici che hanno vinto nello stesso anno anche il premio di calciatrice dell'anno.
| Stagione | Naz.               | Giocatore      | Club            |
| -------- | ------------------ | -------------- | --------------- |
| 2019-20  | Francia (bandiera) | Sarah Bouhaddi | Olympique Lione |
| 2020-21  | Spagna (bandiera)  | Sandra Paños   | Barcellona      |

### Difensore della stagione
In grassetto i calciatori che hanno vinto nello stesso anno anche il premio di calciatore dell'anno.

#### Premio maschile
| Stagione  | Naz.                   | Giocatore        | Club            |               |
| --------- | ---------------------- | ---------------- | --------------- | ------------- |
| 1997-98   | Spagna (bandiera)      | Fernando Hierro  | Real Madrid     |               |
| 1998-99   | Paesi Bassi (bandiera) | Jaap Stam        | Manchester Utd  |               |
| 1999-00   | Paesi Bassi (bandiera) | Jaap Stam        | Manchester Utd  |               |
| 2000-01   | Argentina (bandiera)   | Roberto Ayala    | Valencia        |               |
| 2001-02   | Brasile (bandiera)     | Roberto Carlos   | Real Madrid     |               |
| 2002-03   | Brasile (bandiera)     | Roberto Carlos   | Real Madrid     |               |
| 2003-04   | Portogallo (bandiera)  | Ricardo Carvalho | Porto           |               |
| 2004-05   | Inghilterra (bandiera) | John Terry       | Chelsea         |               |
| 2005-06   | Spagna (bandiera)      | Carles Puyol     | Barcellona      |               |
| 2006-07   | Italia (bandiera)      | Paolo Maldini    | Milan           |               |
| 2007-08   | Inghilterra (bandiera) | John Terry       | Chelsea         |               |
| 2008-09   | Inghilterra (bandiera) | John Terry       | Chelsea         |               |
| 2009-10   | Brasile (bandiera)     | Maicon           | Inter           |               |
| 2010-2016 | Non assegnato          | Non assegnato    | Non assegnato   | Non assegnato |
| 2016-17   | Spagna (bandiera)      | Sergio Ramos     | Real Madrid     |               |
| 2017-18   | Spagna (bandiera)      | Sergio Ramos     | Real Madrid     |               |
| 2018-19   | Paesi Bassi (bandiera) | Virgil van Dijk  | Liverpool       |               |
| 2019-20   | Germania (bandiera)    | Joshua Kimmich   | Bayern Monaco   |               |
| 2020-21   | Portogallo (bandiera)  | Rúben Dias       | Manchester City |               |

#### Premio femminile
In grassetto le calciatrici che hanno vinto nello stesso anno anche il premio di calciatrice dell'anno.
| Stagione | Naz.               | Giocatore     | Club            |
| -------- | ------------------ | ------------- | --------------- |
| 2019-20  | Francia (bandiera) | Wendie Renard | Olympique Lione |
| 2020-21  | Spagna (bandiera)  | Irene Paredes | Barcellona      |

### Centrocampista della stagione

#### Premio maschile
In grassetto i calciatori che hanno vinto nello stesso anno anche il premio di calciatore dell'anno.
| Stagione  | Naz.                   | Giocatore        | Club             |               |
| --------- | ---------------------- | ---------------- | ---------------- | ------------- |
| 1997-98   | Francia (bandiera)     | Zinédine Zidane  | Juventus         |               |
| 1998-99   | Inghilterra (bandiera) | David Beckham    | Manchester Utd   |               |
| 1999-00   | Spagna (bandiera)      | Gaizka Mendieta  | Valencia         |               |
| 2000-01   | Spagna (bandiera)      | Gaizka Mendieta  | Valencia         |               |
| 2001-02   | Germania (bandiera)    | Michael Ballack  | Bayer Leverkusen |               |
| 2002-03   | Rep. Ceca (bandiera)   | Pavel Nedvěd     | Juventus         |               |
| 2003-04   | Portogallo (bandiera)  | Deco             | Porto            |               |
| 2004-05   | Brasile (bandiera)     | Kaká             | Milan            |               |
| 2005-06   | Portogallo (bandiera)  | Deco             | Barcellona       |               |
| 2006-07   | Paesi Bassi (bandiera) | Clarence Seedorf | Milan            |               |
| 2007-08   | Inghilterra (bandiera) | Frank Lampard    | Chelsea          |               |
| 2008-09   | Spagna (bandiera)      | Xavi             | Barcellona       |               |
| 2009-10   | Paesi Bassi (bandiera) | Wesley Sneijder  | Inter            |               |
| 2010-2016 | Non assegnato          | Non assegnato    | Non assegnato    | Non assegnato |
| 2016-17   | Croazia (bandiera)     | Luka Modrić      | Real Madrid      |               |
| 2017-18   | Croazia (bandiera)     | Luka Modrić      | Real Madrid      |               |
| 2018-19   | Paesi Bassi (bandiera) | Frenkie de Jong  | Ajax             |               |
| 2019-20   | Belgio (bandiera)      | Kevin De Bruyne  | Manchester City  |               |
| 2020-21   | Francia (bandiera)     | N'Golo Kanté     | Chelsea          |               |

#### Premio femminile
In grassetto le calciatrici che hanno vinto nello stesso anno anche il premio di calciatrice dell'anno.
| Stagione | Naz.                | Giocatore          | Club            |
| -------- | ------------------- | ------------------ | --------------- |
| 2019-20  | Germania (bandiera) | Dzsenifer Marozsán | Olympique Lione |
| 2020-21  | Spagna (bandiera)   | Alexia Putellas    | Barcellona      |

### Attaccante della stagione

#### Premio maschile
In grassetto i calciatori che hanno vinto nello stesso anno anche il premio di calciatore dell'anno.
| Stagione  | Naz.                   | Giocatore           | Club              |               |
| --------- | ---------------------- | ------------------- | ----------------- | ------------- |
| 1997-98   | Brasile (bandiera)     | Ronaldo             | Inter             |               |
| 1998-99   | Ucraina (bandiera)     | Andrij Ševčenko     | Dinamo Kiev       |               |
| 1999-00   | Spagna (bandiera)      | Raúl González       | Real Madrid       |               |
| 2000-01   | Spagna (bandiera)      | Raúl González       | Real Madrid       |               |
| 2001-02   | Spagna (bandiera)      | Raúl González       | Real Madrid       |               |
| 2002-03   | Paesi Bassi (bandiera) | Ruud van Nistelrooy | Manchester Utd    |               |
| 2003-04   | Spagna (bandiera)      | Fernando Morientes  | Monaco            |               |
| 2004-05   | Brasile (bandiera)     | Ronaldinho          | Barcellona        |               |
| 2005-06   | Camerun (bandiera)     | Samuel Eto'o        | Barcellona        |               |
| 2006-07   | Brasile (bandiera)     | Kaká                | Milan             |               |
| 2007-08   | Portogallo (bandiera)  | Cristiano Ronaldo   | Manchester Utd    |               |
| 2008-09   | Argentina (bandiera)   | Lionel Messi        | Barcellona        |               |
| 2009-10   | Argentina (bandiera)   | Diego Milito        | Inter             |               |
| 2010-2016 | Non assegnato          | Non assegnato       | Non assegnato     | Non assegnato |
| 2016-17   | Portogallo (bandiera)  | Cristiano Ronaldo   | Real Madrid       |               |
| 2017-18   | Portogallo (bandiera)  | Cristiano Ronaldo   | Real Madrid       |               |
| 2018-19   | Argentina (bandiera)   | Lionel Messi        | Barcellona        |               |
| 2019-20   | Polonia (bandiera)     | Robert Lewandowski  | Bayern Monaco     |               |
| 2020-21   | Norvegia (bandiera)    | Erling Haaland      | Borussia Dortmund |               |

#### Premio femminile
In grassetto le calciatrici che hanno vinto nello stesso anno anche il premio di calciatrice dell'anno.
| Stagione | Naz.                 | Giocatore        | Club       |
| -------- | -------------------- | ---------------- | ---------- |
| 2019-20  | Danimarca (bandiera) | Pernille Harder  | Wolfsburg  |
| 2020-21  | Spagna (bandiera)    | Jennifer Hermoso | Barcellona |

### Allenatore dell'anno

#### Premio per il calcio maschile
Dal 1997 al 2006 il riconoscimento era noto come European Football Coach of the Season. Dal 2019 è noto come UEFA Men's Coach of the Year.
| Stagione  |                                            | Allenatore                    |                                            | Club                 |
| --------- | ------------------------------------------ | ----------------------------- | ------------------------------------------ | -------------------- |
| 1997-98   | Italia (bandiera)                          | Marcello Lippi                | Italia (bandiera)                          | Juventus             |
| 1998-99   | Scozia (bandiera)                          | Alex Ferguson                 | Inghilterra (bandiera)                     | Manchester Utd       |
| 1999-00   | Argentina (bandiera)                       | Héctor Cúper                  | Spagna (bandiera)                          | Valencia             |
| 2000-01   | Germania (bandiera)                        | Ottmar Hitzfeld               | Germania (bandiera)                        | Bayern Monaco        |
| 2001-02   | Spagna (bandiera)                          | Vicente del Bosque            | Spagna (bandiera)                          | Real Madrid          |
| 2002-03   | Italia (bandiera) · Portogallo (bandiera)  | Carlo Ancelotti José Mourinho | Italia (bandiera) · Portogallo (bandiera)  | Milan Porto          |
| 2003-04   | Portogallo (bandiera) · Spagna (bandiera)  | José Mourinho Rafael Benítez  | Portogallo (bandiera) · Spagna (bandiera)  | Porto Valencia       |
| 2004-05   | Spagna (bandiera) · Russia (bandiera)      | Rafael Benítez Valery Gazzaev | Inghilterra (bandiera) · Russia (bandiera) | Liverpool CSKA Mosca |
| 2005-06   | Paesi Bassi (bandiera) · Spagna (bandiera) | Frank Rijkaard Juande Ramos   | Spagna (bandiera) · Spagna (bandiera)      | Barcellona Siviglia  |
| 2006-2019 | Non assegnato                              | Non assegnato                 | Non assegnato                              | Non assegnato        |
| 2019-20   | Germania (bandiera)                        | Hans-Dieter Flick             | Germania (bandiera)                        | Bayern Monaco        |
| 2020-21   | Germania (bandiera)                        | Thomas Tuchel                 | Inghilterra (bandiera)                     | Chelsea              |
| 2021-22   | Italia (bandiera)                          | Carlo Ancelotti               | Spagna (bandiera)                          | Real Madrid          |
| 2022-23   | Spagna (bandiera)                          | Pep Guardiola                 | Inghilterra (bandiera)                     | Manchester City      |

#### Premio per il calcio femminile
Nel 2019 è stato istituito il riconoscimento UEFA Women's Coach of the Year.
| Stagione |                        | Allenatore       |                        | Club                  |
| -------- | ---------------------- | ---------------- | ---------------------- | --------------------- |
| 2019-20  | Francia (bandiera)     | Jean-Luc Vasseur | Francia (bandiera)     | Olympique Lione       |
| 2020-21  | Spagna (bandiera)      | Lluís Cortés     | Spagna (bandiera)      | Barcellona            |
| 2021-22  | Paesi Bassi (bandiera) | Sarina Wiegman   | Inghilterra (bandiera) | Inghilterra femminile |
| 2022-23  | Paesi Bassi (bandiera) | Sarina Wiegman   | Inghilterra (bandiera) | Inghilterra femminile |

### Calciatore dell'anno della UEFA Europa League
| Stagione | Naz.                 | Giocatore                 | Club                  |
| -------- | -------------------- | ------------------------- | --------------------- |
| 2016-17  | Francia (bandiera)   | Paul Pogba                | Manchester Utd        |
| 2017-18  | Francia (bandiera)   | Antoine Griezmann         | Atlético Madrid       |
| 2018-19  | Belgio (bandiera)    | Eden Hazard               | Chelsea               |
| 2019-20  | Belgio (bandiera)    | Romelu Lukaku             | Inter                 |
| 2020-21  | Spagna (bandiera)    | Gerard Moreno             | Villarreal            |
| 2021-22  | Serbia (bandiera)    | Filip Kostić              | Eintracht Francoforte |
| 2022-23  | Spagna (bandiera)    | Jesús Navas               | Siviglia              |
| 2023-24  | Gabon (bandiera)     | Pierre-Emerick Aubameyang | Olympique Marsiglia   |
| 2024-25  | Argentina (bandiera) | Cristian Romero           | Tottenham             |

### Calciatore dell'anno della UEFA Europa Conference League
| Stagione | Naz.                   | Giocatore          | Club         |
| -------- | ---------------------- | ------------------ | ------------ |
| 2021-22  | Italia (bandiera)      | Lorenzo Pellegrini | Roma         |
| 2022-23  | Inghilterra (bandiera) | Declan Rice        | West Ham Utd |
| 2023-24  | Marocco (bandiera)     | Ayoub El Kaabi     | Olympiacos   |
| 2024-25  | Spagna (bandiera)      | Isco               | Betis        |